# 萬六吉
萬六吉（？—17世紀），字仲謙，江西南昌府南昌縣人，明朝、南明政治人物。

## 生平
萬六吉是萬元吉弟弟，自選貢出身，獲授寧洋知縣，平定烏橫嶺的盜賊，又開墾數百畝田地；轉任武選和職方主事，和兵部主事周遠協助萬元吉守忠誠府，陞兵科給事中。忠誠府危急，他前往韶州徵調數萬名狼兵，到南安時忠誠已經失陷。
永曆初年，萬六吉改官禮科給事中。劉承胤劫持永曆帝到奉天府，他和劉湘客、毛壽登上疏請遷都桂林，遭劉承胤憎恨。不久劉承胤請封郭承昊、馬吉翔、嚴雲從為伯爵，他又提請反駁，於是被貶謫為經歷，但很快又復職。永曆二年（1648年），何騰蛟的部下在桂林肆虐，萬六吉奉詔催師，張貼黃榜飭責，言語侵犯騰蛟。騰蛟聽到後大怒，徵召他到軍前服役，密令用兵器打死他。朱旻如為他主持公道，他才回到南寧，擢任太常少卿。南明滅亡，他在平湖居住到去世。

## 引用
1. 1 2  錢海岳《南明史·卷五十九·列傳第三十五》：（萬）六吉，字仲謙，南昌人。元吉弟，選貢。授寧洋知縣，平烏橫嶺盜，開田數百畝。遷武選主事，改職方。與兵部主事周遠佐元吉守忠誠，陞兵科給事中。城危，走韶州，調狼兵數萬，將次南安而忠誠陷。
2. ↑  錢海岳《南明史·卷五十九·列傳第三十五》：劉承胤劫駕幸奉天，（劉）湘客與同官萬六吉、毛壽登疏請遷蹕桂林，承胤銜之。已承胤請封郭承昊、馬吉翔、嚴雲從為伯，六吉等駁之。……永曆初，改禮科。以劾吉翔、忤承胤，有旨降處，部議謫經歷。未幾，仍復職用。何騰蛟兵為暴桂林，六吉奉敕催師，出榜飭責，語侵騰蛟。騰蛟聞之大怒，檄召軍前效用，密令捶械，即死勿問。朱旻如持之，得回南寧，擢太嘗少卿。國亡，居平湖卒。
3. ↑  《永曆實錄·卷二十三》：永曆二年，……給事中萬六吉奉敕至桂林，催師出，榜飭責之，語侵騰蛟。騰蛟聞之大怒。六吉舊以劾馬吉翔，忤劉承胤，有旨降處，部擬謫經歷。未幾，仍復職用。騰蛟馳檄召經歷萬六吉赴軍前效用，令材官健兒數十人往召，密令捶械之，即死勿論。……